# Paul Davidson Sørensen
Paul Davidson Sørensen ( 1934 ) es un botánico estadounidense.
Obtuvo su B.A. de la Universidad de Iowa en 1962 en francés, y se especializaría en taxonomía, logrando su M.S. en Botánica en 1966 y su Ph.D. en 1967. Y en ese año, Sorensen es designado Taxónomo Asistente de Horticultura en el Arnold Arboretum.
Ha enseñado botánica y especialmente taxonomía vegetal como asistente de varios cursos de verano, en la Universidad de Iowa, en el Servicio de Extensión en Educación de Adultos. Ha sido curador asistente en el Herbario de Iowa, entre 1964 a 1969.
En los vferanos de 1965 y de 1966 asistió al Dr. T. E. Melchert en excursiones botánicas a México y a Guatemala, con especial énfasis en recolectar información de especies silvestres de Dahlia Cav. 1791. Su tesis fue sobre la sistemática del género Dahlia.

## Honores[1]
- Miembro:
  - International Association of Plant Taxonomists
  - American Society of Plant Taxonomists
  - American Institute of Biological Sciences
  - Society of Sigma Xi
  - Botanical Society of America
  - Iowa Academy of Science
  - Nature Conservancy

## Algunas publicaciones
- Sorensen, PD. 1969. "Revision of the genus Dahlia (Compositae, Heliantheae- Coreopsidinae)". Rhodora 71 : 309-16

### Libros
- Luteyn, JL; SE Clemants, GM Diggs, LJ Dorr, WS Judd, PD Sørensen, PF Stevens, GD Wallace. 1995. Ericaceae, Part II. The Superior-Ovaried Genera (Monotropoideae, Pyroloideae, Rhododendroideae, and Vaccinioideae P.P.). Flora Neotropica 66: i-iv+1-560 pp.

- La abreviatura «P.D.Sørensen» se emplea para indicar a Paul Davidson Sørensen como autoridad en la descripción y clasificación científica de los vegetales.[2]